# Montecillo Verde
Montecillo Verde ist eine Streusiedlung im Departamento Cochabamba im südamerikanischen Andenstaat Bolivien.

## Lage im Nahraum
Montecillo Verde liegt in der Provinz Quillacollo und ist eine Ortschaft im Municipio Tiquipaya. Die Ortschaft liegt auf einer Höhe von 4168 m an einem Hochmoorgebiet im Nationalpark Tunari (Parque Nacional Tunari, PNT), dessen Bergrücken bis zu 5000 m hoch aufsteigen. Die Ortschaft wird eingerahmt durch zwei in südöstlicher Richtung verlaufende Abflüsse der Laguna Escalerani und der Laguna Chankhas.

## Geographie
Montecillo Verde liegt am Nordostrand der Cordillera Oriental, das Klima ist ein typisches Tageszeitenklima, bei dem die mittleren täglichen Temperaturschwankungen höher ausfallen als die jahreszeitlichen Schwankungen.
Die Jahresdurchschnittstemperatur der Region liegt bei etwa 6 °C (siehe Klimadiagramm Challa Grande) und schwankt nur unwesentlich zwischen 2 °C im Juni und Juli und gut 8 °C im November und Dezember. Der Jahresniederschlag beträgt etwa 650 mm, bei einer ausgeprägten Trockenzeit von Mai bis August mit Monatsniederschlägen unter 10 mm, und einer Feuchtezeit von Dezember bis Februar mit bis zu 155 mm Monatsniederschlag.

## Verkehrsnetz
Montecillo Verde liegt in einer Entfernung von 37 Straßenkilometern nordwestlich von Cochabamba, der Hauptstadt des Departamentos.
Durch Cochabamba führt die 1657 Kilometer lange Nationalstraße Ruta 4, die in Ost-West-Richtung von der chilenischen Grenze kommend den Altiplano durchquert, im Tiefland die Millionenstadt Santa Cruz passiert und bis zur brasilianischen Grenze führt. Acht Kilometer westlich von Cochabamba an der Ruta 4 liegt die Stadt Colcapirhua, und von hier aus führt die Ruta 4105 sechs Kilometer nach Norden nach Tiquipaya und erklimmt dann die Kordillere von Cochabamba. 19 Kilometer nördlich von Tiquipaya zweigt eine Nebenstraße nach links nach Montecillo Alto ab, man bleibt jedoch auf der Ruta 4105 und erreicht Montecillo Verde nach zwei Kilometern.

## Bevölkerung
Für die Ortschaft Montecillo Verde liegen keine Detaildaten aus der Vergangenheit vor, nur die Zahl von 78 Einwohnern für das Jahr 2012:
| Jahr | Einwohner         | Quelle       |
| ---- | ----------------- | ------------ |
| 1992 | keine Detaildaten | Volkszählung |
| 2001 | keine Detaildaten | Volkszählung |
| 2012 | 78                | Volkszählung |
| 2024 |                   | Volkszählung |

Die Region weist einen hohen Anteil an Quechua-Bevölkerung auf. Im Municipio Tiquipaya sprechen 58,1 Prozent der Bevölkerung Quechua.